# Philipp Wilhelm von Schoeller
Philipp Wilhelm von Schoeller (20. února 1797 Düren – 14. května 1877 Brno) byl moravský podnikatel německého původu, syn výrobce sukna Johanna Wilhelma Schoellera.

## Životopis
V otcově továrně si osvojil odborné znalosti, které rozšířil na cestách po západní Evropě. V roce 1823 převzal vedení brněnské továrny na sukna Gebr. Schoeller k. k. Feintuch- und Wollwarenfabrik, která patřila jeho bratrancům. Podnik expandoval, v roce 1841 zaměstnával 700 dělníků.
Philipp se také kapitálově podílel na velkoobchodě Schoeller & Co. ve Vídni, na cukrovarech a bankách v Čechách a na Moravě. V roce 1848/1849 byl poslancem Moravského zemského sněmu a od roku 1860 členem Říšské rady. V roce 1863 byl povýšen císařem Františkem Josefem I. do šlechtického stavu.
Jeho synové Gustav (1830–1912) a Philipp Johann (1835–1892) pokračovali v jeho podnikatelské činnosti. Zemřel ve věku 80 let a je pochován v Brně.